# Medaile cti
Medaile cti (anglicky: Medal of Honor) je nejvyšší vojenské vyznamenání udělované jménem Kongresu prezidentem Spojených států amerických. Medaile je udělována příslušníkům amerických ozbrojených sil, kteří riskovali život vysoko nad rámec svých povinností během akce proti nepřátelům Spojených států. Vzhledem k velice přísným podmínkám udělení je často předávána posmrtně.
Existují tři varianty medaile. Jedna se uděluje členům Armády Spojených států amerických, druhá příslušníkům Letectva Spojených států amerických a třetí členům Námořnictva Spojených států amerických. Příslušníci Námořní pěchoty a Pobřežní stráže Spojených států amerických jsou oceňováni medailí určenou pro námořnictvo.
Vyznamenání vzniklo v roce 1861 jako Medaile za chrabrost pro příslušníky námořnictva. O rok později vznikla armádní verze nazvaná Medaile cti. Později byly oba názvy sloučeny v jeden. První předávání medailí se uskutečnilo v roce 1863. Do roku 2019 obdrželo tuto medaili celkem 3525 osob, přičemž více než polovina celkového počtu udělených medailí byla rozdělena v 19. století. Nejvíce medailí obdrželi příslušníci Armády (2449 oceněných), nejméně členové Pobřežní hlídky (1 oceněný).
Protože je medaile udílena jménem Kongresu, často se jí říká „Kongresová Medaile cti“. O výjimečnosti medaile svědčí i zvyk salutovat jejímu držiteli jako první bez ohledu na hodnost. 